# 谷口一明
谷口 一明（たにぐち かずあき、1967年3月5日 - ）は日本中央競馬会（JRA）栗東トレーニングセンターに所属した元騎手。滋賀県出身。

## 来歴
競馬学校騎手課程第1期生として入学。同期には石橋守、柴田善臣らがいる。1985年に騎手免許を取得し、吉永忍厩舎所属としてデビュー。初騎乗は同年3月3日第1回阪神4日目第2競走でシンソロン（15頭中13着）。同年3月17日第1回阪神8日目第5競走でアトムフラワーで障害競走初騎乗（11頭中8着）
初年度に落馬事故に遭遇して負傷し、リハビリに努めていたが、復帰は叶わず1987年3月31日付けで騎手を引退した。騎手成績は19戦0勝であった。
2015年現在、競馬学校を卒業した騎手でJRA競走未勝利で引退したのは、谷口のほか、大沢辰也（17期生）、高嶋活士（27期生）の3人である。